# Барков, Дмитрий Георгиевич
Дмитрий Георгиевич Барков (род. 28 октября 1880 года в Гельсингфорсе, Великое княжество Финляндское, Российская империя — ум. ?) — российский стрелок.

## Биография, карьера
В 1912 году принимал участие в летних Олимпийских играх в Стокгольме, где выступал от Российской империи в стрельбе по движущейся мишени в двух одиночных и одном командном зачётах. Призовых мест не занял; в одиночных соревнованиях стал 31-м, затем 19-м, вместе с командой — пятым.
Служил в Русской императорской армии. С 01.09.1900 — подпрапорщик, с 06.05.1904 — подпоручик, с 10.09.1908 — поручик, с 09.04.1912 — штабс-капитан, с 01.06.1916 — капитан.
В составе 22-го Восточно-Сибирского стрелкового полка участвовал в русско-японской войне. В составе 3-го Финляндского стрелкового полка участвовал в Первой мировой войне.

## Награды[1]
- Орден Святого Станислава III степени (1905)
- Орден Святой Анны IV степени (1905)
- Орден Святой Анны III степени (1915)
- Орден Святого Станислава II степени (1916)